# Уркеш
Уркеш (современное название — Телль-Мозан, араб. تل موزان‎) — это тепе, находящееся у подножия Таврских гор в Хасеке на северо-востоке Сирии. Город был основан в четвёртом тысячелетии до н. э., возможно, хурритами на месте, которое было населено за несколько веков ранее.
Город располагался на перекрёстке дорог, соединяющих Анатолийское нагорье, богатое рудами, с городами Месопотамии, и побережье Средиземного моря с горами Загроса, таким образом, контролируя торговлю в районе верхнего Хабура.

## История
Уркеш был союзником Аккадской империи за счёт династических браков. Тар’ам-Агадэ — дочь аккадского царя Нарам-Суэна, была выдана замуж за уркешского царя. В начале 2-го тысячелетия до н. э. Уркеш попал под управление Мари — города, в несколько сот км к югу. Царь Уркеша стал вассалом Мари (очевидно, назначаемым). Народ Уркеша противился этому: существуют свидетельства из царских архивов Мари, в которых говорится, что жители оказывали усиленное сопротивление. В одном из писем царь Мари говорит своим уркешским назначенцам: «Я не знал, что ваши сыновья ненавидят вас. Но всё равно вы — мои, даже если Уркеш не мой». В середине того же тысячелетия Телль-Мозани был святым местом в существовавшем тогда государстве Митанни. Город был полностью заброшен около 1350 года до н. э., хотя археологи до сих пор не обнаружили причину этому.
Генеалогия и личности правителей Уркеша плохо изучены и мало известны, но существует несколько имён, которые относятся к царям города. Первые три известных царя, только двое из которых известны по именам, имели хурритский титул эндан:
- Тупкиш эндан (около 2250 год до н. э.)
- Тиш-атал эндан (год неизвестен)
- Шатар-мат (год неизвестен)
- Атал-шен (год неизвестен)
- Анн-атал (около 2050 до н. э.)
- Те’ирру (около 1800 до н. э.)

## Археология

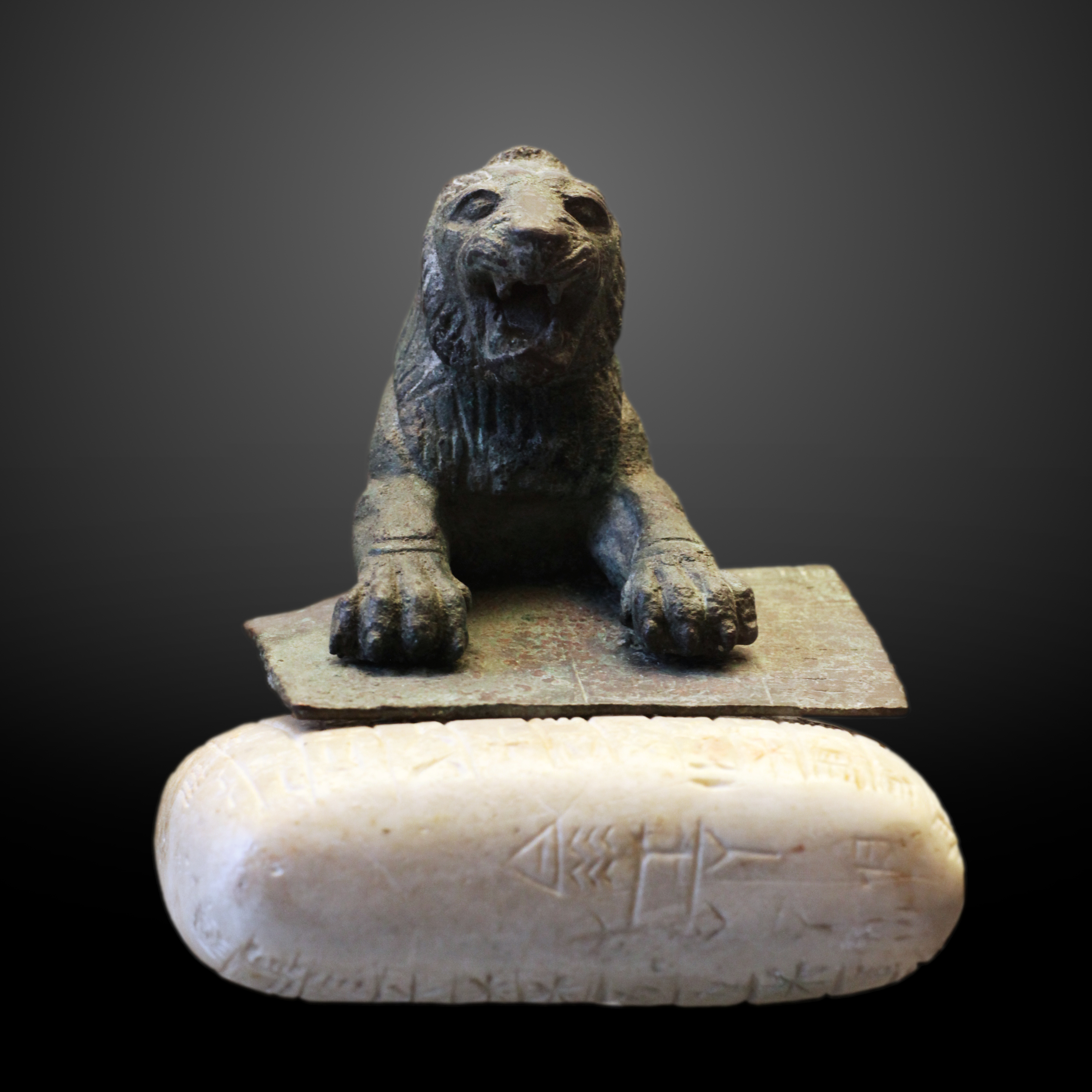
Луврский лев с каменной табличкой, на которой написан один из самых ранних текстов на хурритском языке.

Весь участок охватывает 135 га (330 акров), большая часть которого — город. Самая высокая насыпь охватывает около 18 га (44 акров) и возвышается на 25 м и имеет ещё 5 мелких насыпей. Высокая насыпь окружена кирпичными городскими стенами, шириной примерно 8 м и высотой — 7 м.
Главными обнаруженными строениями являются царский дворец Тупкиша, подземный некрополь (Аби), монументальная храмовая терраса с площадью и храм на вершине, жилой район, район захоронений, внутренние и внешние городские стены.
Впервые обследование территории было проведено Максом Маллоуэном во время его исследовательской работы. Агата Кристи — его жена, написала, что он не захотел продолжать вести раскопки, потому что ему показалось, что он имеет дело с древнеримскими находками. Однако, на обследуемой территории при дальнейших раскопках не было обнаружено никаких древнеримских следов. Маллоуэн отправился на раскопки в Чагар-Базар (араб. تل شاغربازار‎) — другой участок к югу от Уркеша.
Раскопки в Телль-Мозане начались в 1984 году и с того момента до наших дней было проведено как минимум 17 сезонов. Работу возглавил Джорджио Буччеллати из Калифорнийского университета в Лос-Анджелесе и Мэрилин Келли-Буччеллати из Университета штата Калифорния. В 2007 году работы были направлены на подготовку материала к публикации. В раскопках также в разное время участвовали другие группы, включая группу из Германского археологического института.